# Giulietta (astronomia)
Giulietta, o Urano XI, è un satellite naturale del pianeta Urano che ha preso il nome dalla protagonista della tragedia Romeo e Giulietta di William Shakespeare.
Dallo studio delle immagini Giulietta appare con una forma allungata.
Solamente il 7% della luce irradiata viene riflessa dalla superficie; per questo esso risulta un corpo molto scuro.

## Storia
È stato scoperto dalle immagini prese dalla Voyager 2 del 1º marzo 1986, ed ha ricevuto la designazione provvisoria S/1986 U 2.

## Caratteristiche
Giulietta appartiene al gruppo di Porzia, un gruppo di satelliti che comprende anche Bianca, Cressida, Desdemona, Porzia, Rosalinda, Cupido, Belinda e Perdita.
Questi satelliti hanno orbite e proprietà fotometriche simili.
Nelle immagini riprese da Voyager 2, Giulietta appare come un oggetto allungato, con l'asse maggiore che punta verso Urano. Il rapporto tra gli assi dello sferoide oblate è di 0,5 ± 0,3, che è un valore molto elevato. La sua superficie è di colore grigio scuro.

## Parametri orbitali
È un satellite interno di Urano con un diametro di 53 km. A parte questo valore, i parametri orbitali e l'albedo di 0,08, non si conosce praticamente nient'altro del satellite.
Si ritiene che nei prossimi 100 milioni di anni, Giulietta potrebbe entrare in collisione con Desdemona.